# 7055 Fabiopagan
7055 Fabiopagan este o planetă minoră (asteroid), cu un diametru de 6,692 km, din centura de asteroizi. A fost descoperită pe 31 mai 1989 la Observatorul Palomar de Henry E. Holt. 
Obiectul prezintă o orbită caracterizată de o semiaxă mare de 2,3496827 UAi, o excentricitate de 0,25, o înclinație de 23,07717 ° în raport cu ecliptica.